# Günther Kaunzinger
Günther Kaunzinger (10 april 1938) is een Duits organist en muziekpedagoog.

## Levensloop
Kaunzinger was 12 toen hij concerteerde met Beethovens Tweede concerto in B-Dur voor klavier en orkest.
Hij kreeg zijn eerste opleiding in Neurenberg en Frankfurt am Main (orgel, piano, compositie en dirigeren). Hij vervolledigde zijn orgelstudies in Frankrijk bij Marie-Claire Alain, Maurice Duruflé en de meester van de improvisatie Jean Guillou.
Hij werd docent aan de Muziekhogeschool van Würzburg in 1974, en titularis van het groot orgel in de basiliek van Waldsassen (ere-organist vanaf 1989).
Hij was ook "artist in residence" in het 'National Shrine' en directeur van het departement orgel bij de Catholic University of America, in Washington D.C., van 1970 tot 1978.
Zijn internationale carrière als concertant was het gevolg van de prijzen die hij won in zes internationale orgelwedstrijden. In Brugge won hij in 1967 de Eerste prijs in het orgelconcours dat voor de tweede maal werd georganiseerd in het kader van het Festival Musica Antiqua. Hij heeft later ook heel wat prijzen ontvangen voor zijn platenopnamen, onder meer die van de 'Deutsche Schallplattenkritk' in 1980, 1982 en 1988. In 1988 verleende de stad Sulzbach-Rosenberg hem haar Cultuurprijs.
In 1978 stichtte Kaunzinger in Würzburg de Meestercursussen voor orgeluitvoering. Vanaf 1983 gaf hij die cursussen in zijn villa "Capriccio" in Helmstadt bij Würzburg. Van toen af gaf hij jaarlijkse concerten onder de titel "Concerten in Capriccio". Hij leidt ook de Memminger Meisterkurse fuer Orgel Interpretation.
Hij is orgeldeskundige en verschillende nieuwe Duitse orgels werden door hem ontworpen.
Hij is vaak beschreven als een 'fenomeen van de techniek' of als een 'Liszt van het orgel'. Hij bezit immers, naast een onberispelijke musicaliteit ook technische virtuositeit en speelt meestal uit het hoofd.

## Publicaties
- Die Orgeln der Stiftsbasilika Waldsassen, Kunstverlag Peda, Passau 1989, ISBN 3-927296-12-0
- In 1990 heeft hij het volledige werk voor orgel van César Franck uitgegeven (Schott/Wiener U.E.)